# Agromyza comosa
Agromyza comosa este o specie de muște din genul Agromyza, familia Agromyzidae, descrisă de Spencer în anul 1962. Conform Catalogue of Life specia Agromyza comosa nu are subspecii cunoscute.